# صادق هجرس
صادق هجرس (13 سبتمبر 1928 - 3 نوفمبر 2022)، هو مناضل شيوعي جزائري، أحد مؤسسي الحزب الشيوعي الجزائري وأحد رواد الحركة الوطنية في الجزائر.

## سيرة شخصية
من مواليد 1928 في أربعاء ناث إراثين، التحق بالمدرسة الابتدائية في البرواقية والأربعاء ناث إيراثن والثانوية في المدية والبليدة زبن عكنون. خلال هذا الوقت، أصبح قائدًا متوسط المستوى للكشافة الإسلامية الجزائرية (كشافة المسلمين الجزائريين) في متيجة من عام 1943 إلى عام 1946 ثم مناضلاً في حزب الشعب الجزائري عام 1944.
من 1946 إلى 1953 كان طالبًا بكلية الطب بجامعة الجزائر. وفي عام 1948 أصبح رئيسا لقسم الجامعة في حزب الشعب الجزائري، وهو حزب وطني كان يطالب بالاستقلال عن فرنسا. في عام 1949 كان أحد المؤلفين المشاركين لوثيقة برنامج الحزب «الحياة الحرة الجزائر» (L'Algerie libre vivra).
بعد ما يسمى بأزمة البربر عام 1949 داخل حزب حزب العمال التقدمي، غادر هجريس متورطًا في الأزمة. هو نفسه رفض مصطلح «البربر» لهذه الأزمة في عدة مناسبات بما في ذلك في عام 2007 في مقابلة لصحيفة سوار دالجيري اليومية.
بعد أن كان عضوًا لعدة سنوات منذ شبابه في جمعية الطلاب المسلمين في أفريقيا الشمالية (AEMAN)، أصبح في عام 1950 رئيسًا للجمعية المذكورة، والتي كانت أول منظمة سياسية تم إنشاؤها في شمال إفريقيا، وذلك في الجزائر العاصمة عام 1912 على يد الأمير خالد، حفيد الأمير عبد القادر.
في عام 1951 انضم صادق حجريس إلى الحزب الشيوعي الجزائري (الحزب الشيوعي الجزائري). أصبح عضوا في مجلس الحزب (Conseil Consultatif) عام 1952. في عامي 1953 و1954 كان مديرًا لمجلة «بروغريس» (بروجرس) وأصبح المستشار العام للحزب في منطقتي الحراش ومتيجة الشرقية. في ذلك العام، بدأت الحرب الجزائرية في 1 نوفمبر. في عام 1955، أصبح عضوًا في المكتب السياسي للحزب الشيوعي الجزائري، وفي ديسمبر / كانون الأول، تم إجبار دعمه للنضال من أجل الاستقلال تحت الأرض. وأُدين غيابيا بالأشغال الشاقة من قِبل محكمة فرنسية، وأصبح المدير الوطني المشارك للمنظمة المسلحة «مقاتلو التحرير»، التي كانت الجناح العسكري للحزب الشيوعي الجزائري والتي كانت تتعاون مع قوة عصابات وطنية أكبر بكثير: الوطنية. جبهة التحرير لكن دون أن تكون جزءًا منها.
تفاوض مع صديقه الشيوعي بشير الحاج علي في أبريل ويونيو ويوليو 1956 مع ممثلي جبهة التحرير الوطني (بن يوسف بن خدة وأبان رمضان) بشأن دمج القوات الشيوعية في قوات جبهة التحرير الوطني. واصل القتال داخل الحزب الشيوعي الجزائري طوال الحرب، حتى الاستقلال.

## بعد الإستقلال

### عهد بن بلة
بعد الاستقلال في يوليو 1962، أصبح عضوا في الأمانة العامة للحزب الشيوعي الجزائري. في أكتوبر 1962، حظر الرئيس الجديد أحمد بن بلة الحزب الشيوعي الذي كان يعمل تحت الأرض. بعد ذلك أصبح صادق حاجريس منسق الحزب الشيوعي. خلال الميثاق الاشتراكي للجزائر لعام 1964، حاول النهوض بأفكار الحزب. من عام 1963 إلى عام 1965 كان ممارسًا طبيًا وباحثًا في العلوم الطبية.

### عهد بومدين
بعد انقلاب بومدين الذي أطاح بن بلة من السلطة عام 1965، استمر في العمل في الخفاء طوال الأربع وعشرين عامًا التالية. كان عضوًا في ORP (منظمة المقاومة الشعبية) خلال بعض ذلك الوقت في البداية، وعضوًا مؤسسًا في عام 1966 لحزب PAGS (Parti de l'Avant Garde Socialiste) الذي كان واجهة جديدة للشيوعية حفل. تم إنشاء منظمة المقاومة الشعبية من قبل محمد حربي وحسين زهوان، وهما زعيمان يساريان في جبهة التحرير الوطني لمعارضة انقلاب بومدين. انضم هاجريس إلى حزب ORP بينما ذهب زعماء شيوعيون آخرون مثل هنري أليج والعربي بوهالي إلى المنفى. مع نفي القادة، تم إضعاف ORP وتم إنشاء حزب الطليعة الاشتراكية في العام التالي.
في أوائل السبعينيات، تولى بومدين عدة مشاريع يسارية مثل الثورة الزراعية وتأميم الأراضي والمصانع ومشاريع اشتراكية أخرى. كما جعل الرئيس بومدين الجزائر أقرب إلى الكتلة الشرقية لاتحاد الجمهوريات الاشتراكية السوفياتية، وكل هذه الخطوات أسعدت بشكل غير مباشر حزب صادق هاجريس الذي وجد أرضًا سياسية مواتية لتعزيز أفكاره، بينما لا يزال معارضًا يراقب عن كثب من قبل الحكومة ويستبعد من جميع الجهات الرسمية. أنشطة وتخضع للقمع كغيرها من أحزاب المعارضة.
في عام 1976 أثناء النقاش حول الميثاق الوطني، قاد هجرس حزب الطليعة الاشتراكية تحت الأرض لفترة وجيزة بدافع السرية من خلال التعبير عن آرائها بصوت عالٍ عبر المنظمات الطلابية مثل UNJA. كان هذا ذروة النشاط السياسي للحزب الشيوعي وتأثيره على شؤون الدولة في الجزائر حسب العديد من المعلقين السياسيين.

### عهد الشاذلي
ولكن مع وصول الرئيس الجديد بن جديد الشاذلي في عام 1979، والإدخال التدريجي لسياسات الجناح اليميني، والتحرير البطيء، وإدخال المادة 120 التي رخصت فقط للحزب واحد (FLN) بالنشاط بشكل قانوني، بدأ صادق حجريس وحزبه PAGS لتتصادم أكثر فأكثر مع الحكومة وجبهة التحرير الوطني. وبدورها، بحثت جبهة التحرير الوطني عن دعم جديد داخل التيارات الإسلامية في السياسة الجزائرية. حقيقة أن جبهة التحرير الوطني دعمت مقاتلي الحرية في أفغانستان الذين يحاربون الاتحاد السوفيتي لم تؤد إلا إلى زيادة توتر العلاقات مع صادق هاجريس وحزبه الطليعة الاشتراكية. أصبحت الطليعة الاشتراكية سرية أكثر فأكثر وفي عام 1986 صوتت على الهجرة الخاصة بها بسبب النزاعات الداخلية. سيساعد هادجريس بعد ذلك في مؤتمرات ومؤتمرات الحزب الشيوعي لأوروبا الشرقية، وأحيانًا كان وفد جبهة التحرير الوطني يجلس على بعد صفين فقط، مما يضع جبهة التحرير الوطني في موقف غير مريح مع شركائها الاشتراكيين من الكتلة الشرقية.
عاد صادق هجرس إلى الإطار القانوني بالكامل في عام 1989 مع بداية نظام التعددية الحزبية في الجزائر. لكن عودته إلى المشهد السياسي الجزائري حدثت في وقت كان فيه جدار برلين ينهار وتزعزعت قناعاته الشيوعية بولادة حقبة جديدة. في هذا السياق، تعرض حزبه الشيوعي لهزيمة قاسية في انتخابات 1990 و1991 من قبل الجبهة الإسلامية للإنقاذ (FIS) وقرر هجرس الانسحاب من السياسة في عام 1991. في نفس العام، بدأ الإسلاميون مواجهات عنيفة مع الشيوعيين حيث كانت مذاهبهم معارضة تمامًا (كان الإسلاميون ولا يزالون مقتنعين بأن هجرس والشيوعيين ملحدون ويجب قتلهم). في العام التالي 1992 اغتيل العديد من الشيوعيين على يد الإسلاميين الجزائريين واستمر هذا حتى 1994. عندما ألغت الحكومة والجيش الانتخابات في عام 1992، طلبوا دعم هجرس الصريح لكنه رفض ذلك، حتى أنه حُكم عليه بالإعدام من قبل العديد من المنظمات الإسلامية شبه العسكرية ثم الإرهابية (MIA، FIDA، الجماعة الإسلامية المسلحة، إلخ...).

### الهجرة نحو فرنسا
توقف الحزب قبل الطليعة الاشتراكية كل نشاط في عام 1992 وهجرس نفسه غادر الجزائر واستقر في فرنسا حيث أصبح يعمل كمحاضر مساعد وباحث في الجغرافيا السياسية مع المركز حنجرة من جامعة باريس 8 (مركز البحوث والتحليلات دي géopolitiques à L'جامعة دي باريس الثامن). نشر عدة مقالات في مجلة Hérodote وألقى محاضرات في ندوات ومؤتمرات دراسية، وكذلك نشر مقالات في الصحافة الجزائرية والدولية، وأعد كتبًا عن تطور الحركات الجزائرية الوطنية والاجتماعية، بدءًا من أزمة PPA لعام 1949..

### العودة
في عام 2007، عادت الطليعة الاشتراكية إلى المشهد السياسي تحت اسم MDS (الحركة الديمقراطية والاجتماعية). وفاز بمقعد واحد في البرلمان الجزائري في الانتخابات التشريعية الجزائرية في 17 مايو. لا يزال صادق هجرس شخصية مؤثرة للغاية بالنسبة للشيوعيين الجزائريين وأعضاء حركة الديمقراطيين الاشتراكيين على الرغم من أنه لا يشارك رسميًا في أي أنشطة سياسية أخرى في سن 79.